# Feliks Nowowiejski
Feliks Nowowiejski (Wartenburg, Barczewo antiga Prússia Oriental, 7 de febrer de 1877 - Poznań, Polònia, 23 de gener de 1946) fou un compositor polonès.
Feu els primers estudis en el Conservatori Stern de Berlín i en l'Acadèmia Reial de la mateixa ciutat, on li va ser atorgat l'any 1901 el premi Meyerbeer per una fuga doble, a vuit veus, una obertura i l'oratori Der Verlorene Sohn.
Entre les seves restants composicions hi figuren les obres següents:
- Pod sztandarem pokoju: marxa (Bandera de la Pau, guanyadora del premi de Londres el 1898)
- Powrót syna marnotrawnego: oratori, (El Retorn del fill Pròdig, (1902) premi Giacomo Meyerbeer
- Swaty polskie: (Festeig Brillant, premi Ludwig van Beethoven, 1903)
- Znalezienie Świętego Krzyża: oratori, (El descobriment de Santa Creu amb el famós Parce Domine 1906)
- Quo vadis: oratori (inspirat en la novel·la d'Henryk Sienkiewicz, Augsburg, 1907)
- Rota: cançons populars (1910)
- Emigranci: òpera (Els Emigrants, 1917)
- Legenda Bałtyku: òpera (La llegenda del Bàltic, 1924)
- Quatre simfonies
- Concert per a piano
- Concert per a violoncel
- 9 Simfonies d'orgue op. 45 (1929-31)
- 4 Concerts d'orgue op. 56 (1930-40)
- In Paradisum: poema d'orgue, op. 61 (1941)